# Tony Awards 2019
Die Verleihung der 73. Tony Awards 2019 (73rd Annual Tony Awards) fand am 9. Juni 2019 in der Radio City Music Hall in New York City statt und wurde live vom Sender CBS übertragen. Moderator war James Corden. Ausgezeichnet wurden Theaterstücke und Musicals der Saison 2018/19, die am Broadway vor dem 25. April 2019 ihre Erstaufführung hatten. Die Nominierungen wurden am 30. April 2019 von Bebe Neuwirth und Brandon Victor Dixon bei CBS bekannt gegeben.

## Hintergrund
Die Antoinette Perry Awards for Excellence in Theatre, oder besser bekannt als Tony Awards, werden seit 1947 jährlich in zahlreichen Kategorien für herausragende Leistungen bei Broadway-Produktionen und -Aufführungen der letzten Theatersaison vergeben. Zusätzlich werden verschiedene Sonderpreise, z. B. der Regional Theatre Tony Award, verliehen. Benannt ist die Auszeichnung nach Antoinette Perry. Sie war 1940 Mitbegründerin des wiederbelebten und überarbeiteten American Theatre Wing (ATW). Die Preise wurden nach ihrem Tod im Jahr 1946 vom ATW zu ihrem Gedenken gestiftet und werden bei einer jährlichen Zeremonie in New York City überreicht.

## Teilnahmeberechtigung
Teilnahmeberechtigt waren folgende Broadway-Produktionen der Saison 2018/19:
- Erstaufgeführte Theaterstücke: American Son, Bernhardt/Hamlet, Choir Boy, The Ferryman, Gary: A Sequel to Titus Andronicus, Hillary and Clinton, Ink, The Lifespan of a Fact, The Nap, Network, The New One, Straight White Men, To Kill a Mockingbird und What the Constitution Means to Me
- Erstaufgeführte Musicals: Ain’t Too Proud, Beetlejuice, Be More Chill, The Cher Show, Gettin' the Band Back Together, Hadestown, Head Over Heels, King Kong, Pretty Woman: The Musical, The Prom und Tootsie
- Wiederaufgenommene Theaterstücke: All My Sons, The Boys in the Band, Burn This, King Lear, Torch Song, True West und The Waverly Gallery
- Wiederaufgenommene Musicals: Kiss Me, Kate und Oklahoma!

## Gewinner und Nominierte

### Theaterstücke
| Meiste Tonys         | The Ferryman (4 Tonys)                                   |
| Meiste Nominierungen | The Ferryman und To Kill a Mockingbird (9 Nominierungen) |

| Kategorie                                | Preisträger         | Theaterstück                          | Nominierungen |
| Bestes Theaterstück                      |                     | The Ferryman von Jez Butterworth      | - Choir Boy von Tarell Alvin McCraney - Gary: A Sequel to Titus Andronicus von Taylor Mac - Ink von James Graham - What the Constitution Means to Me von Heidi Schreck |
| Beste Wiederaufnahme eines Theaterstücks |                     | The Boys in the Band                  | - All My Sons - Burn This - Torch Song - The Waverly Gallery |
| Bester Hauptdarsteller                   | Bryan Cranston      | Network als Howard Beale              | - Paddy Considine in The Ferryman als Quinn Carney - Jeff Daniels in To Kill a Mockingbird als Atticus Finch - Adam Driver in Burn This als Pale - Jeremy Pope in Choir Boy als Pharus Jonathan Young                                                                                 |
| Beste Hauptdarstellerin                  | Elaine May          | The Waverly Gallery als Gladys Green  | - Annette Bening in All My Sons als Kate Keller - Laura Donnelly in The Ferryman als Caitlin Carney - Janet McTeer in Bernhardt/Hamlet als Sarah Bernhardt - Laurie Metcalf in Hillary and Clinton als Hillary - Heidi Schreck in What the Constitution Means to Me als Heidi Schreck |
| Bester Nebendarsteller                   | Bertie Carvel       | Ink als Rupert Murdoch                | - Robin de Jesús in The Boys in the Band als Emory - Gideon Glick in To Kill a Mockingbird als Dill Harris - Brandon Uranowitz in Burn This als Larry - Benjamin Walker in All My Sons als Chris Keller                                                                               |
| Beste Nebendarstellerin                  | Celia Keenan-Bolger | To Kill a Mockingbird als Scout Finch | - Fionnula Flanagan in The Ferryman als Aunt Maggie Far Away - Kristine Nielsen in Gary: A Sequel to Titus Andronicus als Janice - Julie White in Gary: A Sequel to Titus Andronicus als Carol - Ruth Wilson in King Lear als Cordelia / Fool                                         |
| Beste Theaterregie                       | Sam Mendes          | The Ferryman                          | - Rupert Goold – Ink - Bartlett Sher – To Kill a Mockingbird - Ivo van Hove – Network - George C. Wolfe – Gary: A Sequel to Titus Andronicus |
| Bestes Bühnenbild                        | Rob Howell          | The Ferryman                          | - Miriam Buether – To Kill a Mockingbird - Bunny Christie – Ink - Santo Loquasto – Gary: A Sequel to Titus Andronicus - Jan Versweyveld – Network |
| Beste Kostüme                            | Rob Howell          | The Ferryman                          | - Toni-Leslie James – Bernhardt/Hamlet - Clint Ramos – Torch Song - Ann Roth – To Kill a Mockingbird - Ann Roth – Gary: A Sequel to Titus Andronicus |
| Bestes Lichtdesign                       | Neil Austin         | Ink                                   | - Jules Fisher und Peggy Eisenhauer – Gary: A Sequel to Titus Andronicus - Peter Mumford – The Ferryman - Jennifer Tipton – To Kill a Mockingbird - Jan Versweyveld und Tal Yarden – Network                                                                                          |
| Bestes Sounddesign                       | Fitz Patton         | Choir Boy                             | - Adam Cork – Ink - Scott Lehrer – To Kill a Mockingbird - Nick Powell – The Ferryman - Eric Seichim – Network |

### Musicals
| Meiste Tonys         | Hadestown (8 Tonys)          |
| Meiste Nominierungen | Hadestown (14 Nominierungen) |

| Kategorie                           | Preisträger                         | Musical                                       | Nominierungen |
| Bestes Musical                      |                                     | Hadestown                                     | - Ain’t Too Proud - Beetlejuice - The Prom - Tootsie |
| Beste Wiederaufnahme eines Musicals |                                     | Oklahoma!                                     | - Kiss Me, Kate |
| Bester Hauptdarsteller              | Santino Fontana                     | Tootsie als Michael Dorsey / Dorothy Michaels | - Brooks Ashmanskas in The Prom als Barry Glickman - Derrick Baskin in Ain’t Too Proud als Otis Williams - Alex Brightman in Beetlejuice als Betelgeuse - Damon Daunno in Oklahoma! als Curly McLain |
| Beste Hauptdarstellerin             | Stephanie J. Block                  | The Cher Show als Star                        | - Caitlin Kinnunen in The Prom als Emma Nolan - Beth Leavel in The Prom als Dee Dee Allen - Eva Noblezada in Hadestown als Eurydice - Kelli O’Hara in Kiss Me, Kate als Lilli Vanessi / Katharine    |
| Bester Nebendarsteller              | André De Shields                    | Hadestown als Hermes                          | - Andy Grotelueschen in Tootsie als Jeff Slater - Patrick Page in Hadestown als Hades - Jeremy Pope in Ain’t Too Proud als Eddie Kendricks - Ephraim Sykes in Ain’t Too Proud als David Ruffin       |
| Beste Nebendarstellerin             | Ali Stroker                         | Oklahoma! als Ado Annie Carnes                | - Lilli Cooper in Tootsie als Julie Nichols - Amber Gray in Hadestown als Persephone - Sarah Stiles in Tootsie als Sandy Lester - Mary Testa in Oklahoma! als Aunt Eller                             |
| Beste Musicalregie                  | Rachel Chavkin                      | Hadestown                                     | - Scott Ellis – Tootsie - Daniel Fish – Oklahoma! - Des McAnuff – Ain’t Too Proud - Casey Nicholaw – The Prom                                                                                        |
| Bestes Bühnenbild                   | Rachel Hauck                        | Hadestown                                     | - Robert Brill und Peter Nigrini – Ain’t Too Proud - Peter England – King Kong - Laura Jellinek – Oklahoma! - David Korins – Beetlejuice                                                             |
| Beste Kostüme                       | Bob Mackie                          | The Cher Show                                 | - Michael Krass – Hadestown - William Ivey Long – Tootsie - William Ivey Long – Beetlejuice - Paul Tazewell – Ain’t Too Proud                                                                        |
| Bestes Lichtdesign                  | Bradley King                        | Hadestown                                     | - Kevin Adams – The Cher Show - Howell Binkley – Ain’t Too Proud - Peter Mumford – King Kong - Kenneth Posner und Peter Nigrini – Beetlejuice                                                        |
| Bestes Sounddesign                  | Nevin Steinberg und Jessica Paz     | Hadestown                                     | - Peter Hylenski – King Kong - Peter Hylenski – Beetlejuice - Steve Canyon Kennedy – Ain’t Too Proud - Drew Levy – Oklahoma!                                                                         |
| Bestes Musicallibretto              | Robert Horn                         | Tootsie                                       | - Dominique Morisseau – Ain’t Too Proud - Scott Brown und Anthony King – Beetlejuice - Anaïs Mitchell – Hadestown - Chad Beguelin und Bob Martin – The Prom                                          |
| Beste Originalmusik                 | Anaïs Mitchell                      | Hadestown                                     | - Joe Iconis – Be More Chill - Eddie Perfect – Beetlejuice - Chad Beguelin und Matthew Sklar – The Prom - Adam Guettel – To Kill a Mockingbird - David Yazbek – Tootsie                              |
| Beste Choreographie                 | Sergio Trujillo                     | Ain’t Too Proud                               | - Camille A. Brown – Choir Boy - Warren Carlyle – Kiss Me, Kate - Denis Jones – Tootsie - David Neumann – Hadestown                                                                                  |
| Beste Orchestrierung                | Michael Chorney und Todd Sickafoose | Hadestown                                     | - Simon Hale – Tootsie - Larry Hochman – Kiss Me, Kate - Daniel Kluger – Oklahoma! - Harold Wheeler – Ain’t Too Proud                                                                                |

### Sonderpreise (ohne Wettbewerb)
| Kategorie                             | Preisträger |
| Regional Theatre Tony Award           | TheatreWorks (Silicon Valley), Palo Alto, California                                                                       |
| Tony Honors for Excellence in Theatre | Broadway Inspirational Voices, Peter Entin und FDNY Engine 54, Ladder 4, Battalion 9                                       |
| Isabelle Stevenson Award              | Judith Light für ihre Arbeit zur Bekämpfung von HIV/AIDS und ihren Einsatz für die Rechte der LGBTQ und die Menschenrechte |
| Excellence in Theatre Education Award | Madeleine Michel von der Monticello High School in Charlottesville, Virginia                                               |
| Special Tony Award                    | Rosemary Harris, Terrence McNally und Harold Wheeler für ihr Lebenswerk                                                    |
| Special Tony Award                    | Marin Mazzie, Jason Michael Webb, Sonny Tilders und die Creature Technology Company                                        |

## Statistiken

### Nominierungen und Auszeichnungen pro Produktion
| Produktion                         | Nominierungen | Auszeichnungen |
| ---------------------------------- | ------------- | -------------- |
| Hadestown                          | 14            | 8              |
| Ain’t Too Proud                    | 12            | 1              |
| Tootsie                            | 11            | 2              |
| The Ferryman                       | 9             | 4              |
| To Kill a Mockingbird              | 9             | 1              |
| Oklahoma!                          | 8             | 2              |
| Beetlejuice                        | 8             | 0              |
| Gary: A Sequel to Titus Andronicus | 7             | 0              |
| The Prom                           | 7             | 0              |
| Ink                                | 6             | 2              |
| Network                            | 5             | 1              |
| Choir Boy                          | 4             | 1              |
| Kiss Me, Kate                      | 4             | 0              |
| The Cher Show                      | 3             | 2              |
| All My Sons                        | 3             | 0              |
| Burn This                          | 3             | 0              |
| King Kong                          | 3             | 0              |
| The Boys in the Band               | 2             | 1              |
| The Waverly Gallery                | 2             | 1              |
| Bernhardt/Hamlet                   | 2             | 0              |
| Torch Song                         | 2             | 0              |
| What the Constitution Means to Me  | 2             | 0              |
| Be More Chill                      | 1             | 0              |
| Hillary and Clinton                | 1             | 0              |
| King Lear                          | 1             | 0              |

### Personen mit mehrfachen Nominierungen und Auszeichnungen
| Person            | Nominierungen | Auszeichnungen |
| ----------------- | ------------- | -------------- |
| Rob Howell        | 2             | 2              |
| Anaïs Mitchell    | 2             | 1              |
| Chad Beguelin     | 2             | 0              |
| Peter Hylenski    | 2             | 0              |
| William Ivey Long | 2             | 0              |
| Peter Mumford     | 2             | 0              |
| Peter Nigrini     | 2             | 0              |
| Jeremy Pope       | 2             | 0              |
| Ann Roth          | 2             | 0              |
| Heidi Schreck     | 2             | 0              |
| Jan Versweyveld   | 2             | 0              |